# Neuseeländische Frauen-Cricket-Nationalmannschaft in Australien in der Saison 2020/21
Die Tour der neuseeländischen Frauen-Cricket-Nationalmannschaft nach Australien in der Saison 2020/21 fand vom 26. September bis zum 7. Oktober 2020 statt. Die internationale Cricket-Tour war Bestandteil der Internationalen Cricket-Saison 2020/21 und umfasste drei WODIs und drei WTwenty20s. Australien gewann die ODI-Serie 3–0 und die Twenty20-Serie 2–1.

## Vorgeschichte
Für beide Mannschaften war es die erste Tour der Saison. Das letzte Aufeinandertreffen der beiden Mannschaften bei einer Tour fand in der Saison 2017/18 in Australien statt.

## Stadion
Das folgende Stadion wurde für die Tour ausgewählt.
| Stadion            | Stadt    | Kapazität | Spiele                   |
| ------------------ | -------- | --------- | ------------------------ |
| Allan Border Field | Brisbane | 2.500     | 1. – 3. ODI; 1. – 3. T20 |

## Kaderlisten
Australien benannte seinen Kader am 21. August 2020.
| WODI | WODI | WTwenty20 | WTwenty20 |
| Australien | Neuseeland | Australien | Neuseeland |
| --- | --- | --- | --- |
| - Meg Lanning (K) - Rachael Haynes (VK) - Maitlan Brown - Erin Burns - Nicola Carey - Ashleigh Gardner - Alyssa Healy - Jess Jonassen - Delissa Kimmince - Tahlia McGrath - Sophie Molineux - Beth Mooney - Ellyse Perry - Megan Schutt - Molly Strano - Annabel Sutherland - Belinda Vakarewa - Georgia Wareham | - Sophie Devine (K) - Suzie Bates - Natalie Dodd - Deanna Doughty - Lauren Down - Maddy Green - Holly Huddleston - Hayley Jensen - Amelia Kerr - Jess Kerr - Rosemary Mair - Katey Martin - Katie Perkins - Hannah Rowe - Amy Satterthwaite - Lea Tahuhu - Jess Watkin | - Meg Lanning (K) - Rachael Haynes (VK) - Maitlan Brown - Erin Burns - Nicola Carey - Ashleigh Gardner - Alyssa Healy - Jess Jonassen - Delissa Kimmince - Tahlia McGrath - Sophie Molineux - Beth Mooney - Ellyse Perry - Megan Schutt - Molly Strano - Annabel Sutherland - Belinda Vakarewa - Georgia Wareham | - Sophie Devine (K) - Suzie Bates - Natalie Dodd - Deanna Doughty - Lauren Down - Maddy Green - Holly Huddleston - Hayley Jensen - Amelia Kerr - Jess Kerr - Rosemary Mair - Katey Martin - Katie Perkins - Hannah Rowe - Amy Satterthwaite - Lea Tahuhu - Jess Watkin |

## Tour Match
| 24. September Scorecard | Brisbane (ABF) | Australien 247 (40)            | – | Neuseeland 236 (38.1) |
|                         |                | Australien gewinnt mit 11 Runs |   |                       |

## Women’s Twenty20 Internationals

### Erstes WTwenty20 in Brisbane
| 26. September Scorecard | Brisbane (ABF) | Australien 138-6 (20)          | – | Neuseeland 121-7 (20) |
|                         |                | Australien gewinnt mit 17 Runs |   |                       |

Neuseeland gewann den Münzwurf und entschied sich, als Feldmannschaft zu beginnen. Australien verlor für seine Eröffnungs-Schlagfrauen, bevor sich Kapitänin Meg Lanning etablieren konnte und 24 Runs erzielte. Ihr folgten Rachael Haynes mit 23 Runs und Ashleigh Gardner mit 61 Runs die Australien zu 138 Runs in ihren Innings führten. Beste Bowlerin der Neuseeländerinnen war Kapitänin Sophie Devine mit 3 Wickets für 26 Runs. Für Neuseeland konnte Sophie Devine (29 Runs) zusammen mit Suzie Bates (33 Runs) einen guten Start ihres Innings erzielen. Letztere wurde zwischenzeitlich durch Katey Martin mit 21 Runs unterstützt, bevor beide im 18. Over ausschieden. Die verbliebenen Schlagfrauen konnten das vorgegebene Ziel der Australierinnen nicht erreichen und letztendlich fehlten 17 Runs zum Sieg. Beste Bolwerin der Australierinnen war Megan Schutt mit 4 Wickets für 23 Runs. Als Spielerin des Spiels wurde Ashleigh Gardner ausgezeichnet.

### Zweites WTwenty20 in Brisbane
| 27. September Scorecard | Brisbane (ABF) | Neuseeland 128 (19.2)            | – | Australien 129-2 (16.4) |
|                         |                | Australien gewinnt mit 8 Wickets |   |                         |

Neuseeland gewann den Münzwurf und entschied sich, als Schlagmannschaft zu beginnen. Dort konnten sich ihre Eröffnungs-Schlagfrauen nicht etablieren und es waren Suzie Bates (22 Runs) und Amy Satterthwaite (30 Runs), die die Mannschaft ins Spiel brachten. Jedoch verloren die Neuseeländerinnen konstant ihre Wickets, so dass Katie Perkins mit 15 Runs diejenige war, die ihr Wicket nicht verlor, als das Team im letzten Over all seine Wickets verloren hatte. Die besten Bowlerinnen der Australierinnen waren Delissa Kimmince mit 3 Wickets für 21 Runs und Georgia Wareham mit 3 Wickets für 26 Runs. Australien konnte mit ihren Eröffnungs-Schlagfrauen Alyssa Healy (33 Runs) und Beth Mooney (24 Runs) eine Partnership von 51 Runs erzielen. Als beide nach dem 8. Over ausgeschieden waren, übernahmen Meg Lanning (26 Runs) und Rachael Haynes (40 Runs), die Australien zum vorzeitigen Sieg im 17. Over führten. Die beiden Wickets der Neuseeländerinnen wurden durch
Amelia Kerr und Lea Tahuhu erzielt. Als Spielerin des Spiels wurde Sophie Molineux ausgezeichnet.

### Drittes WTwenty20 in Brisbane
| 30. September Scorecard | Brisbane (ABF) | Australien 123-7 (20)            | – | Neuseeland 125-5 (19.3) |
|                         |                | Neuseeland gewinnt mit 5 Wickets |   |                         |

Neuseeland gewann den Münzwurf und entschied sich, als Feldmannschaft zu beginnen. Im australischen Inning war Meg Lanning die erste, die mit 21 Runs einen größeren Beitrag leisten konnte. Ihr folgte Ashleigh Gardner mit 29 Runs und Sophie Molineux mit 18 Runs. Australien verlor über die Innings hinweg konsistent seine Wickets und so gab es zusätzlich mehrere Spielerinnen, die ebenfalls über 10 Runs erzielten, was zu einem Ergebnis von 123/7 nach 20 Overn führte. Die besten Bowlerinnen der Neuseeländerinnen waren Amelia Kerr mit 2 Wickets für 18 Runs und Lea Tahuhu mit 2 Wickets für 29 Runs. Für Neuseeland konnte Eröffnungs-Schlagfrau Sophie Devine 25 Runs erzielen. Sie wurde durch Amy Satterthwaite, die in Partnerschaft mt Katey Martin (23 Runs) Neuseeland in Position brachte, das Spiel zu gewinnen. Als sie im 17. Over ausschied, war es Amelia Kerr, die zum Abschluss 18* Runs erzielte und so den Sieg im letzten Over sicherte. Beste australische Bowlerin war Georgia Wareham mit 2 Wickets für 19 Runs. Als Spielerin des Spiels wurde Amelia Kerr ausgezeichnet.

## Women’s One-Day Internationals

### Erstes WODI in Brisbane
| 3. Oktober Scorecard | Brisbane (ABF) | Neuseeland 180 (49.1)            | – | Australien 181-3 (33.4) |
|                      |                | Australien gewinnt mit 7 Wickets |   |                         |

Australien gewann den Münzwurf und entschied sich, als Feldmannschaft zu beginnen. Für Neuseeland hatten es die Spielerinnen schwer, sich zu etablieren. So gelang es, mit den Eröffnungs-Schlagfrauen Natalie Dodd (19 Runs) und Suzie Bates (14 Runs) erste Runs zu erzielen, jedoch dauerte es bis zur Partnerschaft zum 6. Wicket, bis sich zwei Spielerinnen für längere Zeit halten konnten. Katie Perkins (32 Runs) und Maddy Green (35 Runs) hatten einen großen Anteil daran, dass Neuseeland bis zum Verlust aller Wickets im letzten Over 180 Runs erzielte. Für Australien waren es drei Bowlerinnen, die zwei Wickets erzielten: Georgia Wareham (für 23 Runs), Sophie Molineux (für 28 Runs) und Jess Jonassen (für 29 Runs). Für Australien konnten sich die Eröffnungs-Schlagfrauen gut etablieren. Rachael Haynes erzielte 44 Runs und Alyssa Healy 26 Runs. Nach dem Ausscheiden von Healy konnte Kapitänin Meg Lanning mit 62* Runs das Team im 34 Over zum Erreichen der neuseeländischen Vorgabe führen. Beste neuseeländische Bowlerin war Rosemary Mair mit 2 Wickets für 21 Runs. Als Spielerin des Spiels wurde Georgia Wareham ausgezeichnet.

### Zweites WODI in Brisbane
| 5. Oktober Scorecard | Brisbane (ABF) | Neuseeland 252-9 (50)            | – | Australien 255-6 (45.1) |
|                      |                | Australien gewinnt mit 4 Wickets |   |                         |

Australien gewann den Münzwurf und entschied sich, als Feldmannschaft zu beginnen. Für Neuseeland konnten sich beide Eröffnungs-Schlagfrauen etablieren. Natalie Dodd erzielte 34 Runs und Kapitänin Sophie Devine 79 Runs. Auch die dritte Schlagfrau Amy Satterthwaite konnte mit 69 Runs ein half-Century erzielen. Im weiteren Verlauf konnten Katey Martin mit 26 Runs und Maddy Green mit 21 Runs noch einmal die Run rate erhöhen, doch da im Anschluss 5 Wickets für nur 2 Runs in 9 Bällen fielen, kam Neuseeland nur auf 253 Runs. Beste Bowlerin für Australien war Jess Jonassen mit 4 Wickets für 36 Runs. Das australische Innings begann mit 21 Runs von Alyssa Healy, die zusammen mit Rachel Haynes als Eröffnungs-Schlagfrau begann. Als Healy ausschied, folgte Kapitänin Meg Lanning, die zusammen mit Haynes ein Partnership von 107 Runs erzielte. Im 27. Over schied Haynes nach 82 Runs aus, jedoch blieb Lannig bis zum Erreichen des Ziels im 46. Over im Spiel und erzielte mit 101 Runs in 96 Bällen ein Century. Beste Bowlerin der Neuseeländerinnen war Amelia Kerr mit 3 Wickets für 47 Runs. Als Spielerin des Spiels wurde Meg Lanning ausgezeichnet.

### Drittes WODI in Brisbane
| 7. Oktober Scorecard | Brisbane (ABF) | Australien 325-5 (50)           | – | Neuseeland 93 (27) |
|                      |                | Australien gewinnt mit 232 Runs |   |                    |

Neuseeland gewann den Münzwurf und entschied sich, als Feldmannschaft zu beginnen. Die australischen Eröffnungs-Schlagfrauen Rachel Haynes und Alyssa Healy starteten das Innings mit einem Partnership von 144 Runs. Nachdem Healy im 26. Over nach 87 Runs ausschied, folgte Annabel Sutherland, die 35 Runs erzielte. Haynes schied im 43. Over mit 97 Runs aus und das Innings wurde mit 34 Runs durch Ashleigh Gardner and jeweils 29* Runs von Beth Mooney und Tahlia McGrath beim Stand von 325/5 beendet. Beste neuseeländische Bowlerin war Amelia Kerr mit 3 Wickets für 50 Runs. Neuseeland hatte einen schlechten Start, als beide Eröffnungs-Schlagfrauen früh ausschieden. Alleinig Amy Satterthwaite konnte mit 41 Runs sich etablieren. Von den verbliebenen Schlagfrauen konnte Maddy Green 22 Runs erzielen, alle anderen bleiben jedoch unter 10 Runs. So endete das Innings nach 27 Runs mit nur 93 Runs. Für Australien konnten vier Spielerinnen jeweils 2 Wickets erzielen. Als Spielerin des Spiels wurde Rachel Haynes ausgezeichnet.

## Statistiken
Die folgenden Cricketstatistiken wurden bei dieser Tour erzielt.

### WTwenty20
| WT20              | WT20       | WT20    | WT20    | WT20    | WT20    | WT20    | WT20    | WT20    |
| Batting           | Batting    | Batting | Batting | Batting | Batting | Batting | Batting | Batting |
| Spieler           | Mannschaft | Spiele  | Innings | Runs    | Average | HS      | 100s    | 50s     |
| ----------------- | ---------- | ------- | ------- | ------- | ------- | ------- | ------- | ------- |
| Ashleigh Gardner  | Australien | 3       | 2       | 90      | 45,00   | 61      | 0       | 1       |
| Meg Lanning       | Australien | 3       | 3       | 71      | 35,50   | 26*     | 0       | 0       |
| Amy Satterthwaite | Neuseeland | 3       | 3       | 69      | 23,00   | 30      | 0       | 0       |
| Rachael Haynes    | Australien | 3       | 3       | 66      | 33,00   | 40*     | 0       | 0       |
| Sophie Devine     | Neuseeland | 3       | 3       | 63      | 21,00   | 29      | 0       | 0       |
| Bowling           |            |         |         |         |         |         |         |         |
| Spieler           | Mannschaft | Spiele  | Overs   | Wickets | Average | BBI     | 5W      | 10W     |
| Delissa Kimminice | Australien | 3       | 9.0     | 6       | 10,33   | 3/21    | 0       | 0       |
| Georgia Wareham   | Australien | 3       | 9.0     | 5       | 12,00   | 3/26    | 0       | 0       |
| Sophie Devine     | Neuseeland | 3       | 10.0    | 4       | 16,50   | 3/18    | 0       | 0       |
| Megan Schutt      | Australien | 3       | 9.3     | 4       | 18,25   | 4/23    | 0       | 0       |
| Lea Tahuhu        | Neuseeland | 3       | 11.0    | 4       | 19,75   | 2/29    | 0       | 0       |

### WODI
| WODI              | WODI       | WODI    | WODI    | WODI    | WODI    | WODI    | WODI    | WODI    |
| Batting           | Batting    | Batting | Batting | Batting | Batting | Batting | Batting | Batting |
| Spieler           | Mannschaft | Spiele  | Innings | Runs    | Average | HS      | 100s    | 50s     |
| ----------------- | ---------- | ------- | ------- | ------- | ------- | ------- | ------- | ------- |
| Rachael Haynes    | Australien | 3       | 3       | 222     | 74,00   | 96      | 0       | 2       |
| Meg Lanning       | Australien | 2       | 2       | 163     | –       | 101*    | 1       | 1       |
| Alyssa Healy      | Australien | 3       | 3       | 134     | 44,66   | 87      | 0       | 1       |
| Amy Satterthwaite | Neuseeland | 3       | 3       | 111     | 37,00   | 69      | 0       | 1       |
| Sophie Devine     | Neuseeland | 3       | 3       | 90      | 30,00   | 79      | 0       | 1       |
| Bowling           |            |         |         |         |         |         |         |         |
| Spieler           | Mannschaft | Spiele  | Overs   | Wickets | Average | BBI     | 5W      | 10W     |
| Jess Jonassen     | Australien | 3       | 24.1    | 8       | 10,12   | 4/36    | 0       | 0       |
| Sophie Molineux   | Australien | 3       | 20.0    | 6       | 13,16   | 2/2     | 0       | 0       |
| Amelia Kerr       | Neuseeland | 3       | 26.0    | 6       | 22,66   | 3/47    | 0       | 0       |
| Megan Schutt      | Australien | 3       | 25.0    | 5       | 23,00   | 2/25    | 0       | 0       |
| Georgia Wareham   | Australien | 3       | 24.0    | 3       | 28,00   | 2/23    | 0       | 0       |

## Auszeichnungen

### Player of the Series
Als Player of the Series wurden der folgende Spieler ausgezeichnet.
| Serie | Player of the Series |
| ----- | -------------------- |
| WODI  | Rachel Haynes        |
| WT20  | Ashleigh Gardner     |

### Player of the Match
Als Player of the Match wurden die folgenden Spielerinnen ausgezeichnet.
| Spiel   | Player of the Match |
| ------- | ------------------- |
| 1. WT20 | Ashleigh Gardner    |
| 2. WT20 | Sophie Molineux     |
| 3. WT20 | Amelia Kerr         |
| 1. WODI | Georgia Wareham     |
| 2. WODI | Meg Lanning         |
| 3. WODI | Rachel Haynes       |